# AVV-VVK

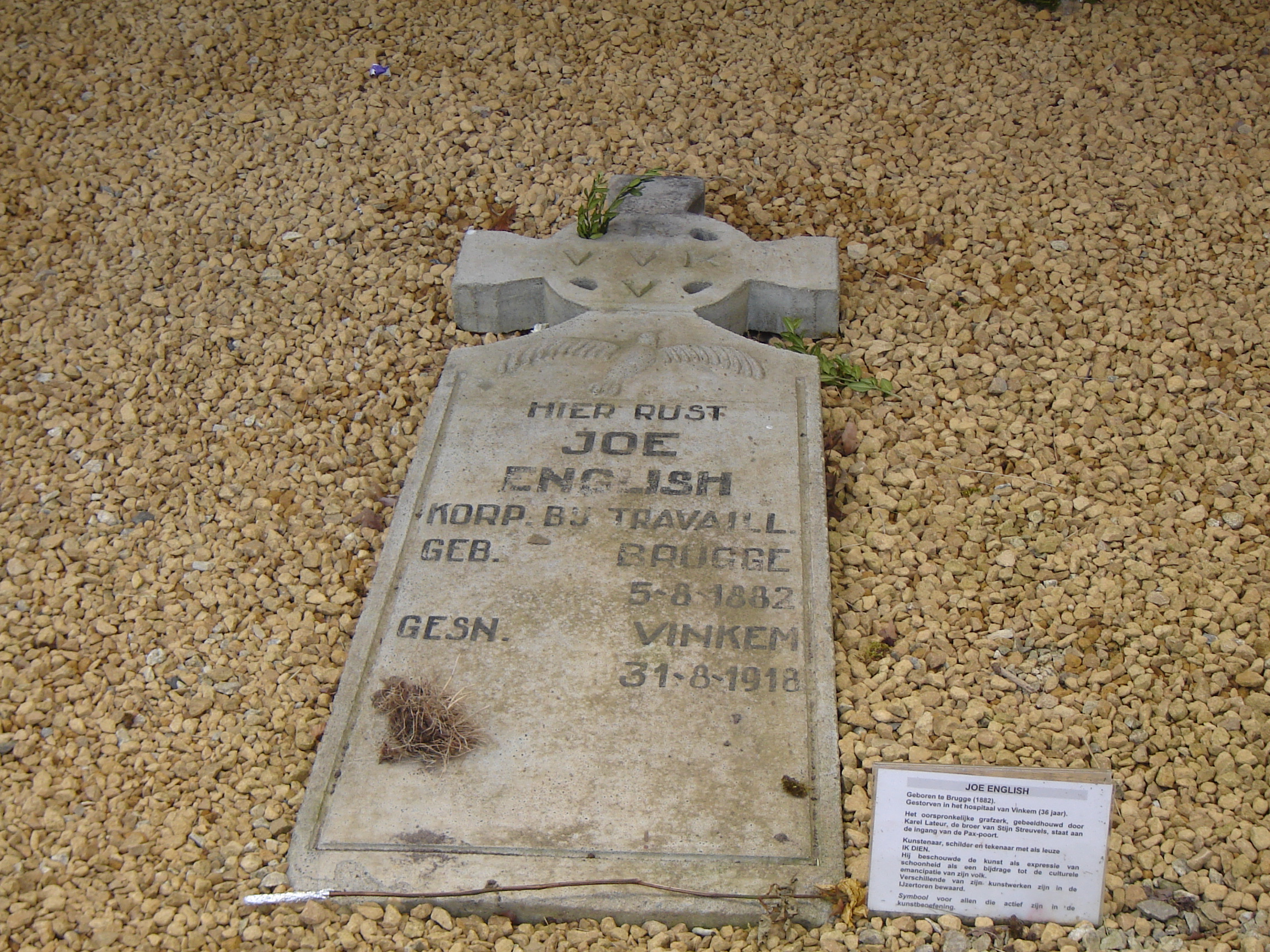
AVV-VVK op de grafsteen van Joe English zelf, Diksmuide

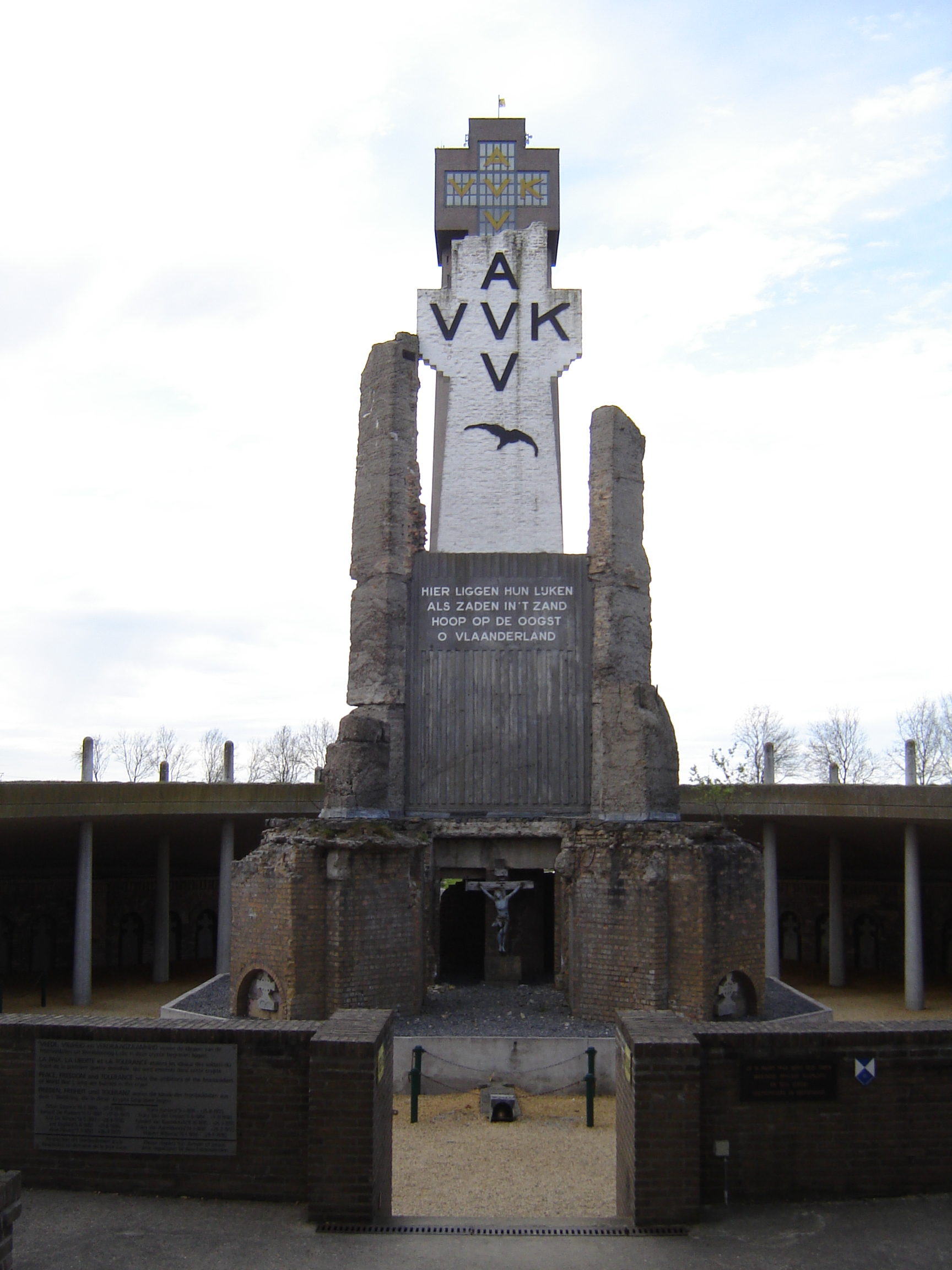
AVV-VVK zowel op de crypte van de IJzertoren, als op de achterliggende IJzertoren, Diksmuide

AVV-VVK of "Alles Voor Vlaanderen, Vlaanderen Voor Kristus" is een bekende leuze uit de Vlaamse Beweging.
In het eerste nummer van het tijdschrift De Student ondertekende seminarist Frans Drijvers uit Rotselaar in 1881 een artikel met deze woorden. Of de leuze door hem zelf of door een van de andere initiatiefnemers van De Student werd bedacht is niet duidelijk. Drijvers hield zijn medewerking aan De Student overigens lange tijd geheim om moeilijkheden met de kerkelijke overheden te vermijden. Het tijdschrift Voor het Vlaamse Studentenvolk ijverde voor de vervlaamsing van de katholieke onderwijsinstellingen.
De organisatie Heldenhulde van Jozef Verduyn, Filip De Pillecyn, Cyriel Verschaeve, Frans Daels en Adiel Debeuckelaere gebruikte het letterwoord in een kruisvorm, naar een ontwerp van Joe English, op duizend grafstenen, heldenhuldezerkjes, die voor gesneuvelde Vlaamse soldaten werden gefinancierd, tegen de wens van de legerleiding die uniforme, officiële zerken verkoos. Die had  eind augustus 1915 vastgelegd dat begraven soldaten allemaal een zwart houten kruis met witte letters moesten krijgen. Met telkens naam en voornaam, regiment, geboorteplaats en -datum en overlijdensplaats en -datum. Meer niet en alles in het Frans. In 1925 werden 500 AVV-VVK kruisen verbrijzeld en gebruikt bij de aanleg van een spoorwegbedding.

## De Standaard en Tertio
Het kruisvormig letterwoord prijkte decennialang (van 27 september 1919 tot 29 september 1999) rechts naast de titel van de Vlaamse krant De Standaard. De redactie van De Standaard, onder leiding van Peter Vandermeersch, liet het woordkruis echter verwijderen vanaf 30 september 1999, waarmee duidelijk werd dat de christelijke zingeving meer en meer achterwege bleef in quasi alle traditionele media van Vlaanderen. Cultuurjournalist Bert Claerhout wilde die lacune samen met onder meer Jan De Volder en Peter Vande Vyvere verhelpen door een invalshoek te bieden die oog heeft voor menselijke waarden, spiritualiteit en christelijke zingeving. In februari 2000 werd daarom Tertio gelanceerd.

## IJzertoren
Het monogram is ook bekend van de in 1930 ingehuldigde IJzertoren in Diksmuide.